# Rapateaceae
Rapateaceae je čeleď jednoděložných rostlin z řádu lipnicotvaré (Poales). Starší taxonomické systémy ji často řadily do řádu křížatkotvaré (Commelinales) nebo do samostatného řádu Rapateales.

## Popis
Jsou to vytrvalé byliny, většinou vytváří stvoly s výraznými přízemními růžicemi listů a s oddenky. Jsou to bahenní nebo mesofilní rostliny. Listy jsou jednoduché, střídavé, uspořádané trojřadě, často žlábkovité (na průřezu do písmene V) až oblé, řapíkaté až skoro přisedlé, s listovými pochvami. Čepele jsou čárkovité až kopinaté, celokrajné, žilnatina je souběžná. Jsou to jednodomé rostliny s oboupohlavnými květy. Květy jsou malé a jsou uspořádány v květenstvích, v kláscích. Klásky skládají složená květenství, většinou hlávkovitého charakteru, podepřené většinou 2 velkými toulcovitými listeny . Okvětí je rozlišeno na kalich a korunu. Kališní lístky jsou 3, volné nebo na bázi srostlé, korunní lístky jsou taky 3, často žluté nebo červené barvy. Tyčinek je 6, volné nebo srostlé s korunou či navzájem. Gyneceum se skládá ze 3 plodolistů, je synkarpní, semeník je svrchní. Plodem je tobolka.

## Rozšíření ve světě
Je známo asi 16 rodů a asi 94 druhů, které jsou rozšířeny převážně v tropech Jižní Ameriky, pouze 1 druh roste v západní Africe.